# Lonchaea ultima
Lonchaea ultima är en tvåvingeart som beskrevs av Collin 1953. Lonchaea ultima ingår i släktet Lonchaea och familjen stjärtflugor. Arten är reproducerande i Sverige. Inga underarter finns listade i Catalogue of Life.